# Rot-Weiss Essen 2008-2009
Questa voce raccoglie le informazioni riguardanti il Rot-Weiss Essen nelle competizioni ufficiali della stagione 2008-2009.

## Stagione
Nella stagione 2008-2009 il Rot Weiss Essen, allenato da Michael Kulm, Ernst Middendorp e Co-Ralf Aussem, concluse il campionato di Regionalliga ovest al 7º posto. In Coppa di Germania il Rot Weiss Essen fu eliminato al primo turno dal Borussia Dortmund.

## Rosa
| N. |                       | Ruolo | Calciatore         |
| -- | --------------------- | ----- | ------------------ |
| 1  | Germania (bandiera)   | P     | Robin Himmelmann   |
| 3  | Turchia (bandiera)    | D     | Adnan Karabas      |
| 4  | Germania (bandiera)   | D     | David Czyszczon    |
| 5  | Germania (bandiera)   | D     | Stefan Lorenz      |
| 6  | Germania (bandiera)   | D     | Kai von der Gathen |
| 7  | Slovacchia (bandiera) | C     | Jozef Kotula       |
| 7  | Germania (bandiera)   | C     | Markus Neumayr     |
| 8  | Germania (bandiera)   | C     | Dennis Bührer      |
| 9  | Germania (bandiera)   | A     | Sascha Mölders     |
| 10 | Turchia (bandiera)    | C     | Bora Karadag       |
| 11 | Turchia (bandiera)    | A     | Haluk Türkeri      |
| 13 | Germania (bandiera)   | C     | Mike Wunderlich    |
| 14 | Turchia (bandiera)    | C     | Turgul Aydin       |
| 15 | Germania (bandiera)   | C     | Krisha Penn        |
| 16 | Germania (bandiera)   | A     | Chamdin Said       |
| 17 | Germania (bandiera)   | C     | Robert Mainka      |

| N. |                     | Ruolo | Calciatore         |
| -- | ------------------- | ----- | ------------------ |
| 18 | Germania (bandiera) | A     | Markus Kurth       |
| 19 | Germania (bandiera) | C     | Stefan Kühne       |
| 20 | Germania (bandiera) | P     | André Maczkowiak   |
| 21 | Germania (bandiera) | C     | Michael Lorenz     |
| 22 | Germania (bandiera) | A     | Samet Alpay        |
| 23 | Germania (bandiera) | C     | Tayfun Çakıroğlu   |
| 24 | Italia (bandiera)   | A     | Silvio Pagano      |
| 25 | Germania (bandiera) | C     | Michél Harrer      |
| 26 | Germania (bandiera) | A     | Leon Enzmann       |
| 27 | Germania (bandiera) | A     | Marcel Platzek     |
| 29 | Germania (bandiera) | A     | Vincent Wagner     |
| 41 | Germania (bandiera) | A     | Marcel Stiepermann |
| 50 | Germania (bandiera) | D     | Sebastian Zinke    |
|    | Germania (bandiera) | D     | Dirk Caspers       |
|    | Germania (bandiera) | A     | Emrah Uzun         |

## Organigramma societario
Area tecnica
- Allenatore:
- Allenatore in seconda: Ralf Aussem
- Preparatore dei portieri: Thorsten Albustin
- Preparatori atletici:
- Analisi video:

## Calciomercato

### Sessione estiva
| Acquisti | Acquisti         | Acquisti            | Acquisti |
| R.       | Nome             | da                  | Modalità |
| -------- | ---------------- | ------------------- | -------- |
| A        | Samet Alpay      | Rot-Weiss Essen II  |          |
| C        | Turgul Aydin     | Rot-Weiss Essen II  |          |
| C        | Dennis Bührer    | Siegen              |          |
| P        | Robin Himmelmann | Rot-Weiss Essen U19 |          |
| D        | Adnan Karabas    | Rot-Weiss Essen U19 |          |
| C        | Stefan Kühne     | Carl Zeiss Jena     |          |
| P        | André Maczkowiak | Rot-Weiß Erfurt     |          |
| C        | Robert Mainka    | Verl                |          |
| A        | Sascha Mölders   | Duisburg            |          |
| A        | Silvio Pagano    | Verl                |          |
| C        | Krisha Penn      | Rot-Weiss Essen II  |          |
| C        | Oliver Ritz      | Rot-Weiss Essen U19 |          |
| A        | Haluk Türkeri    | Karlsruhe II        |          |
| D        | Arda Yavuz       | Rot-Weiss Essen U19 |          |

| Cessioni | Cessioni                | Cessioni           | Cessioni |
| R.       | Nome                    | a                  | Modalità |
| -------- | ----------------------- | ------------------ | -------- |
| A        | Paul Jans               | Den Bosch          |          |
| D        | Niklas Andersen         | Werder Brema       |          |
| C        | Benjamin Baltes         | Erzgebirge Aue     |          |
| A        | Sören Brandy            | Paderborn          |          |
| A        | Rolf-Christel Guié-Mien | Paderborn          |          |
| A        | Sercan Güvenışık        | Paderborn          |          |
| A        | Rafael Kazior           | Amburgo II         |          |
| C        | Ferhat Kıskanç          | RW Oberhausen      |          |
| C        | Mario Klinger           | Kaiserslautern     |          |
| P        | Daniel Masuch           | Kickers Emden      |          |
| P        | Sören Pirson            | RW Oberhausen      |          |
| C        | Mitja Schäfer           | Wuppertal          |          |
| D        | Daniel Sereinig         | Altach             |          |
| D        | Jaroslaw Stankiewicz    | Speldorf           |          |
| C        | Moritz Stoppelkamp      | RW Oberhausen      |          |
| A        | Emrah Uzun              | Rot-Weiss Essen II |          |
| P        | Arkadiusz Zbiorczyk     | Rot-Weiss Essen II |          |

### Sessione invernale
| Acquisti | Acquisti        | Acquisti         | Acquisti |
| R.       | Nome            | da               | Modalità |
| -------- | --------------- | ---------------- | -------- |
| C        | Markus Neumayr  | Zulte Waregem    |          |
| C        | Mike Wunderlich | Colonia II       |          |
| D        | Sebastian Zinke | SV Wilhelmshaven |          |

| Cessioni | Cessioni   | Cessioni  | Cessioni |
| R.       | Nome       | a         | Modalità |
| -------- | ---------- | --------- | -------- |
| D        | Arda Yavuz | Hacettepe |          |

## Risultati

### Regionalliga ovest

#### Girone di andata
| Arbitro: | Christ |

|                |           |                                |
| Schiersand 63’ | Marcatori | 4’, 50’ Kühne 15’, 32’ Mölders |

| Arbitro: | Trautmann |

|                                            |           |  |
| Kühne 22’ Kurth 50’ Mainka 64’ Mölders 88’ | Marcatori |  |

| Arbitro: | Kempter |

|                       |           |  |
| Pinheiro 14’ Groß 45’ | Marcatori |  |

| Arbitro: | Rafati |

|           |           |            |
| Kurth 52’ | Marcatori | 3’ Prokoph |

| Arbitro: | Steuer |

|  |           |                  |
|  | Marcatori | 13’, 43’ Mölders |

| Arbitro: | Gagelmann |

|  |           |            |
|  | Marcatori | 87’ Schulz |

| Cloppenburg 3 ottobre 2008, ore 16:00 CEST 7ª giornata | Cloppenburg | 0 – 0 referto | Rot-Weiss Essen | Arena Oldenburger Münsterland (4 572 spett.)\| Arbitro: \| Kampka \| |
| Arbitro:                                               | Kampka      |               |                 |                                                                      |

| Arbitro: | Willenborg |

|                                          |           |  |
| Mainka 2’ Kurth 4’ Mölders 44’, 52’, 62’ | Marcatori |  |

| Arbitro: | Perl |

|                                |           |                    |
| Kara 42’ Magos 83’ Pereira 89’ | Marcatori | 54’ (rig.) Mölders |

| Arbitro: | Welz |

|                           |           |               |
| Mölders 40’ Czyszczon 86’ | Marcatori | 83’ Flottmann |

| Arbitro: | Schriever |

|                                               |           |  |
| Mölders 12’, 34’, 41’, 45’ (rig.) Türkeri 88’ | Marcatori |  |

| Arbitro: | Gorniak |

|                             |           |                                        |
| Schnier 40’ Mahr 72’ (rig.) | Marcatori | 12’ (rig.) Mölders 84’ (aut.) Behrendt |

| Arbitro: | Dingert |

|                                   |           |           |
| Mainka 41’ Pagano 53’ Mölders 60’ | Marcatori | 9’ Lamidi |

| Arbitro: | Wingenbach |

|                                         |           |                        |
| Schultens 11’ Hegeler 63’, 87’ Naki 68’ | Marcatori | 14’ Mainka 40’ Mölders |

| Arbitro: | Hartmann |

|                        |           |  |
| Türkeri 61’ Lorenz 62’ | Marcatori |  |

| Arbitro: | Wagner |

|               |           |           |
| Leithmann 51’ | Marcatori | 70’ Kurth |

| Arbitro: | Meyer |

|                             |           |                                                 |
| Mölders 53’, 69’ Mainka 70’ | Marcatori | 23’ Sadrijaj 27’ Vrančić 88’ Kruska 90’ Öztekin |

#### Girone di ritorno
| Arbitro: | Fischer |

|             |           |                          |
| Mölders 70’ | Marcatori | 25’ Böwing-Schmalenbrock |

| Arbitro: | Metzen |

|                                  |           |            |
| Traufetter 55’ Lorenz 86’ (rig.) | Marcatori | 29’ Mainka |

| Arbitro: | Schößling |

|                                         |           |  |
| Neumayr 4’ Correia 7’ (aut.) Mainka 50’ | Marcatori |  |

| Arbitro: | Welz |

|                                  |           |             |
| El-Nounou 16’ (rig.), 81’ (rig.) | Marcatori | 32’ Mölders |

| Essen 14 marzo 2009, ore 14:00 CET 22ª giornata | Rot-Weiss Essen | 0 – 0 referto | Colonia II | Georg-Melches-Stadion (6 704 spett.)\| Arbitro: \| Wingenbach \| |
| Arbitro:                                        | Wingenbach      |               |            |                                                                  |

| Arbitro: | Walz |

|            |           |           |
| Risser 58’ | Marcatori | 13’ Kurth |

| Arbitro: | Wagner |

|                                                        |           |                                  |
| Neumayr 39’, 68’ Wunderlich 72’ Mölders 81’ Mainka 85’ | Marcatori | 31’ Koitka 35’ Hassler 75’ Zimin |

| Arbitro: | Schmidt |

|            |           |  |
| Aničić 73’ | Marcatori |  |

| Arbitro: | Schempershauwe |

|  |           |                                            |
|  | Marcatori | 26’ Loose 59’ Erzen 79’ Sowislo 90’ Wassey |

| Arbitro: | Schriever |

|                     |           |  |
| Freiberger 83’, 87’ | Marcatori |  |

| Arbitro: | Göpferich |

|                       |           |                    |
| Heil 15’ Daghfous 68’ | Marcatori | 90’ (rig.) Mölders |

| Arbitro: | Glasmacher |

|                                  |           |  |
| Bührer 23’ Mölders 75’ Kühne 82’ | Marcatori |  |

| Arbitro: | Kuhl |

|                 |           |                          |
| Lamidi 31’, 38’ | Marcatori | 58’ Kühne 73’ Wunderlich |

| Arbitro: | Viktora |

|                                |           |  |
| Mölders 6’, 23’ Wunderlich 85’ | Marcatori |  |

| Elversberg 22 maggio 2009, ore 19:00 CEST 32ª giornata | Elversberg | 0 – 0 referto | Rot-Weiss Essen | Waldstadion an der Keiserlinde (400 spett.)\| Arbitro: \| Siewer \| |
| Arbitro:                                               | Siewer     |               |                 |                                                                     |

| Arbitro: | Frömel |

|                                 |           |  |
| Mölders 43’, 85’ Wunderlich 61’ | Marcatori |  |

| Dortmund 6 giugno 2009, ore 14:00 CEST 34ª giornata | Borussia Dortmund II | 0 – 0 referto | Rot-Weiss Essen | Signal Iduna Park (5 562 spett.)\| Arbitro: \| Kunzmann \| |
| Arbitro:                                            | Kunzmann             |               |                 |                                                            |

### Coppa di Germania
| Arbitro: | Brych |

|            |           |                                  |
| Lorenz 18’ | Marcatori | 14’ Hajnal 59’ Kringe 71’ Valdez |

## Statistiche

### Statistiche di squadra
| Competizione       | Punti | In casa | In casa | In casa | In casa | In casa | In casa | In trasferta | In trasferta | In trasferta | In trasferta | In trasferta | In trasferta | Totale | Totale | Totale | Totale | Totale | Totale | DR  |
| Competizione       | Punti | G       | V       | N       | P       | Gf      | Gs      | G            | V            | N            | P            | Gf           | Gs           | G      | V      | N      | P      | Gf     | Gs     | DR  |
| ------------------ | ----- | ------- | ------- | ------- | ------- | ------- | ------- | ------------ | ------------ | ------------ | ------------ | ------------ | ------------ | ------ | ------ | ------ | ------ | ------ | ------ | --- |
| Regionalliga ovest | 49    | 17      | 11      | 3       | 3       | 43      | 16      | 17           | 2            | 7            | 8            | 18           | 25           | 34     | 13     | 10     | 11     | 61     | 41     | +20 |
| Coppa di Germania  | -     | 1       | 0       | 0       | 1       | 1       | 3       | 0            | 0            | 0            | 0            | 0            | 0            | 1      | 0      | 0      | 1      | 1      | 3      | -2  |
| Totale             | 49    | 18      | 11      | 3       | 4       | 44      | 19      | 17           | 2            | 7            | 8            | 18           | 25           | 35     | 13     | 10     | 12     | 62     | 44     | +18 |

### Andamento in campionato
| Giornata  | 1 | 2 | 3 | 4 | 5 | 6 | 7 | 8 | 9 | 10 | 11 | 12 | 13 | 14 | 15 | 16 | 17 | 18 | 19 | 20 | 21 | 22 | 23 | 24 | 25 | 26 | 27 | 28 | 29 | 30 | 31 | 32 | 33 | 34 |
| --------- | - | - | - | - | - | - | - | - | - | -- | -- | -- | -- | -- | -- | -- | -- | -- | -- | -- | -- | -- | -- | -- | -- | -- | -- | -- | -- | -- | -- | -- | -- | -- |
| Luogo     | T | C | T | C | T | C | T | C | T | C  | C  | T  | C  | T  | C  | T  | C  | C  | T  | C  | T  | C  | T  | C  | T  | C  | T  | T  | C  | T  | C  | T  | C  | T  |
| Risultato | V | V | P | N | V | P | N | V | P | V  | V  | N  | V  | P  | V  | N  | P  | N  | P  | V  | P  | N  | N  | V  | P  | P  | P  | P  | V  | N  | V  | N  | V  | N  |
| Posizione | 2 | 1 | 3 | 3 | 1 | 5 | 6 | 3 | 5 | 3  | 3  | 3  | 2  | 2  | 2  | 3  | 3  | 3  | 5  | 3  | 5  | 5  | 6  | 4  | 7  | 8  | 10 | 12 | 10 | 11 | 9  | 10 | 9  | 7  |

Legenda:

Luogo: C = Casa; T = Trasferta. Risultato: V = Vittoria; N = Pareggio; P = Sconfitta.

### Statistiche dei giocatori
| Giocatore         | Regionalliga ovest | Regionalliga ovest | Regionalliga ovest | Regionalliga ovest | Coppa di Germania | Coppa di Germania | Coppa di Germania | Coppa di Germania | Totale   | Totale | Totale      | Totale     |
| Giocatore         | Presenze           | Reti               | Ammonizioni        | Espulsioni         | Presenze          | Reti              | Ammonizioni       | Espulsioni        | Presenze | Reti   | Ammonizioni | Espulsioni |
| ----------------- | ------------------ | ------------------ | ------------------ | ------------------ | ----------------- | ----------------- | ----------------- | ----------------- | -------- | ------ | ----------- | ---------- |
| S. Alpay          | 0                  | 0                  | 0                  | 0                  | 0                 | 0                 | 0                 | 0                 | 0        | 0      | 0           | 0          |
| T. Aydin          | 21                 | 0                  | 6                  | 0                  | 0                 | 0                 | 0                 | 0                 | 21       | 0      | 6           | 0          |
| D. Bührer         | 31                 | 1                  | 5                  | 1                  | 1                 | 0                 | 1                 | 0                 | 32       | 1      | 6           | 1          |
| D. Caspers        | 7                  | 0                  | 1                  | 0                  | 0                 | 0                 | 0                 | 0                 | 7        | 0      | 1           | 0          |
| D. Czyszczon      | 20                 | 1                  | 5                  | 0                  | 1                 | 0                 | 0                 | 0                 | 21       | 1      | 5           | 0          |
| L. Enzmann        | 2                  | 0                  | 1                  | 0                  | 0                 | 0                 | 0                 | 0                 | 2        | 0      | 1           | 0          |
| M. Harrer         | 17                 | 0                  | 1                  | 0                  | 0                 | 0                 | 0                 | 0                 | 17       | 0      | 1           | 0          |
| R. Himmelmann     | 11                 | 0                  | 1                  | 0                  | 0                 | 0                 | 0                 | 0                 | 11       | 0      | 1           | 0          |
| A. Karabas        | 3                  | 0                  | 0                  | 0                  | 0                 | 0                 | 0                 | 0                 | 3        | 0      | 0           | 0          |
| B. Karadag        | 19                 | 0                  | 3                  | 0                  | 1                 | 0                 | 0                 | 0                 | 20       | 0      | 3           | 0          |
| J. Kotula         | 24                 | 0                  | 7                  | 0                  | 1                 | 0                 | 0                 | 0                 | 25       | 0      | 7           | 0          |
| M. Kurth          | 32                 | 5                  | 5                  | 0                  | 1                 | 0                 | 0                 | 0                 | 33       | 5      | 5           | 0          |
| S. Kühne          | 31                 | 5                  | 5                  | 1                  | 1                 | 0                 | 0                 | 0                 | 32       | 5      | 5           | 1          |
| M. Lorenz         | 20                 | 1                  | 6                  | 0                  | 1                 | 0                 | 0                 | 0                 | 21       | 1      | 6           | 0          |
| S. Lorenz         | 27                 | 0                  | 5                  | 0                  | 1                 | 1                 | 0                 | 0                 | 28       | 1      | 5           | 0          |
| A. Maczkowiak     | 23                 | 0                  | 0                  | 0                  | 1                 | 0                 | 0                 | 0                 | 24       | 0      | 0           | 0          |
| R. Mainka         | 30                 | 8                  | 5                  | 0                  | 1                 | 0                 | 0                 | 0                 | 31       | 8      | 5           | 0          |
| S. Mölders        | 34                 | 28                 | 2                  | 0                  | 1                 | 0                 | 0                 | 0                 | 35       | 28     | 2           | 0          |
| M. Neumayr        | 16                 | 3                  | 1                  | 0                  | 0                 | 0                 | 0                 | 0                 | 16       | 3      | 1           | 0          |
| S. Pagano         | 25                 | 1                  | 2                  | 0                  | 1                 | 0                 | 0                 | 0                 | 26       | 1      | 2           | 0          |
| K. Penn           | 4                  | 0                  | 0                  | 0                  | 0                 | 0                 | 0                 | 0                 | 4        | 0      | 0           | 0          |
| M. Platzek        | 0                  | 0                  | 0                  | 0                  | 0                 | 0                 | 0                 | 0                 | 0        | 0      | 0           | 0          |
| O. Ritz           | 3                  | 0                  | 0                  | 0                  | 1                 | 0                 | 1                 | 0                 | 4        | 0      | 1           | 0          |
| C. Said           | 2                  | 0                  | 0                  | 0                  | 0                 | 0                 | 0                 | 0                 | 2        | 0      | 0           | 0          |
| M. Stiepermann    | 9                  | 0                  | 0                  | 0                  | 0                 | 0                 | 0                 | 0                 | 9        | 0      | 0           | 0          |
| H. Türkeri        | 15                 | 2                  | 1                  | 0                  | 1                 | 0                 | 0                 | 0                 | 16       | 2      | 1           | 0          |
| E. Uzun           | 1                  | 0                  | 0                  | 0                  | 0                 | 0                 | 0                 | 0                 | 1        | 0      | 0           | 0          |
| V. Wagner         | 0                  | 0                  | 0                  | 0                  | 0                 | 0                 | 0                 | 0                 | 0        | 0      | 0           | 0          |
| M. Wunderlich     | 15                 | 4                  | 5                  | 0                  | 0                 | 0                 | 0                 | 0                 | 15       | 4      | 5           | 0          |
| A. Yavuz          | 2                  | 0                  | 0                  | 0                  | 0                 | 0                 | 0                 | 0                 | 2        | 0      | 0           | 0          |
| S. Zinke          | 16                 | 0                  | 2                  | 0                  | 0                 | 0                 | 0                 | 0                 | 16       | 0      | 2           | 0          |
| K. von der Gathen | 4                  | 0                  | 0                  | 1                  | 0                 | 0                 | 0                 | 0                 | 4        | 0      | 0           | 1          |
| T. Çakıroğlu      | 0                  | 0                  | 0                  | 0                  | 0                 | 0                 | 0                 | 0                 | 0        | 0      | 0           | 0          |